# No Good (Start the Dance)
No Good (Start The Dance) — 7-й сингл британской группы The Prodigy, второй сингл с вышедшего позже альбома Music For The Jilted Generation. С момента выпуска альбома композиция несколько раз видоизменялась. Первоначальный вариант, который назывался «Start The Dance», звучал с необычной скоростью для стиля техно. Американский микс этого трека звучал медленнее, из-за чего этот вариант позже перестал устраивать группу, и позже был возвращен исходный темп.

## Описание сингла
Семпл с фразой «You’re no good for me, I don’t need nobody» был взят от песни Келли Чарльз «You’re No Good for Me».
Лиэм Хоулетт, однако, не был уверен в том, что в этой композиции есть именно такая зацепка и настрой, какие нужны синглу, поэтому после долгих колебаний он решил наложить на инструментальный фон женский вокал. Хаулетт до сих пор не совсем доволен принятым решением, несмотря на успех сингла.
Сингл вышел на 4-е место хит-парада, пробыл в десятке семь недель и разошёлся тиражом 250 000 экземпляров.
Упругий ритм оставлял достаточно пространства для мелодии, при этом композиция захватывала слушателя своим «уличным» настроением. На оборотной стороне сингла находились ремиксы Си Джей Болланда и Дэвида Морли.

## Список композиций

### XL recordings

#### 12" vinyl record
1. «No Good (Start the Dance)» (Original Mix) — 6:22
2. «No Good (Start the Dance)» (Bad for You Mix) — 6:52 (remixed by Liam Howlett)
3. «No Good (Start the Dance)» (CJ Bolland Museum Mix) — 5:14

#### CD single
1. «No Good (Start the Dance)» (Edit) — 4:01
2. «No Good (Start the Dance)» (Bad for You Mix) — 6:52 (remixed by Liam Howlett)
3. «No Good (Start the Dance)» (CJ Bolland Museum Mix) — 5:14
4. «No Good (Start the Dance)» (Original Mix) — 6:22

### Sony/Dancepool
(Австралийское издание.)
1. «No Good (Start the Dance)» (Edit) — 4:01
2. «No Good (Start the Dance)» (CJ Bolland’s Mix) — 5:14
3. «One Love» (Jonny L Remix) — 5:10
4. «Jericho» (Genaside II Remix) — 5:45
5. «G-Force» (Energy Flow) — 5:18